# Koło Wiedeńskie
Zawartość tej strony może naruszać prawa autorskie.
Tekst źródłowy prawdopodobnie pochodzi z:
https://web.archive.org/web/20080408145800/http://sady.umcs.lublin.pl/sady.spor.racj.nauk2.logemp.htm
1. Nie usuwaj tego szablonu. Zostanie on usunięty, jeżeli prawa autorskie tego artykułu zostaną wyjaśnione.
2. Jeżeli potrafisz, napisz artykuł tak, aby nie naruszał praw autorskich.
3. Jeżeli masz prawa autorskie do tej treści lub masz zgodę na publikację zgodną z naszą licencją, prosimy, napisz o tym na stronie dyskusji tego artykułu i na stronie Wikipedia:Lista NPA oraz zastosuj procedurę zamieszczania haseł wcześniej opublikowanych.
4. Artykuł zostanie usunięty, jeżeli status praw autorskich do zawartych w nim treści nie zostanie wyjaśniony.

Powielanie materiałów chronionych prawami autorskimi – bez zezwolenia właściciela tych praw – jest pogwałceniem obowiązującego prawa, jest też sprzeczne z ustaleniami Wikipedii. Osobom, które regularnie wstawiają takie materiały, może zostać odebrane uprawnienie edytowania Wikipedii.
Koło Wiedeńskie (niem. Wiener Kreis) – grupa filozoficzna istniejąca od 1922 roku, skupiona wokół Katedry Filozofii i Historii Nauk Indukcyjnych, prowadzonej przez Moritza Schlicka na Uniwersytecie Wiedeńskim. Poglądy myślicieli należących do koła nazywane są pozytywizmem logicznym.
W skład grupy wchodzili: Gustav Bergmann, Rudolf Carnap, Philipp Frank, Hans Hahn, Victor Kraft, Karl Menger, Richard von Mises, Marcel Natkin, Otto Neurath, Olga Hahn-Neurath, Theodor Radaković, Rose Rand oraz Friedrich Waismann.
Na kształt poglądów filozoficznych członków Koła duży wpływ wywarł Ludwig Wittgenstein, który brał udział w jego niektórych spotkaniach (choć nie był członkiem tej grupy). Bliskie kontakty z Kołem utrzymywali filozofowie ze szkoły lwowsko-warszawskiej: Alfred Tarski, Kazimierz Ajdukiewicz, Leon Chwistek, Stanisław Leśniewski, Jan Łukasiewicz oraz Tadeusz Kotarbiński.

## Ambicje
Uczestnicy ruchu uważali, że powstanie empiryzmu logicznego będzie stanowić w dziejach filozofii przełom podobny do tego, jaki w dziejach fizyki kojarzony jest z postaciami Kopernika, Galileusza i Newtona. 
Moritz Schlick podczas Siódmego Międzynarodowego Kongresu Filozoficznego w 1930 roku w Oxfordzie powiedział:

„Wydaje się, że dzięki ustaleniu naturalnych granic filozofii osiągamy nieoczekiwanie głęboki wgląd w jej problemy; widzimy je z nowej strony, co dostarcza nam środków rozwiązywania tak zwanych sporów filozoficznych w sposób absolutnie ostateczny i niepodważalny. Ta deklaracja wydać się może śmiała i rozumiem, jak trudno dowieść, iż jest prawdziwa, a, co więcej, przekonać kogoś, że odkrycie prawdziwej natury filozofii, które zrodzić ma tak cudowny owoc, zostało już dokonane. A jednak żywię głębokie przeświadczenie, iż tak właśnie jest i że jesteśmy świadkami narodzin nowej ery filozofii, zaś jej przyszłość będzie zupełnie odmienna od przeszłości, która tak pełna była żałosnych porażek, daremnych wysiłków i próżnych sporów”.

Nadzieje zaczęły zanikać już w połowie lat trzydziestych, a pogłębiające się różnice poglądów między uczestnikami ruchu sprawiły, że w latach pięćdziesiątych nikt już nie chciał nazywać siebie empirystą logicznym. W latach sześćdziesiątych wykazano zasadniczą błędność podstawowych założeń całego programu, a określenie „logiczny empirysta” zaczęło funkcjonować niemal jako obraza.

## Początki
W 1895 r. Ernst Mach (1838-1916) objął na Uniwersytecie Wiedeńskim nowo utworzoną Katedrę Historii i Teorii Nauk Indukcyjnych. Gdy po udarze mózgu zrezygnował z pracy na uczelni, jego miejsce zajął w 1902 r. fizyk i filozof Ludwig Boltzmann (1844-1906), który zmienił nazwę katedry, aby nie wygłaszać wykładu inauguracyjnego na cześć swojego poprzednika, a filozoficznego wroga.
Od  1907 r. zaczęły odbywać się regularne czwartkowe spotkania. W grupie na plan pierwszy wysunęli się fizycy: Philipp Frank, Hans Hahn i Otto Neurath. Obok tematów moralnych, religijnych i politycznych, prowadzono dyskusje na temat stanu fizyki na początku XX w. oraz zmian, do których doszło po ogłoszeniu teorii względności przez Alberta Einsteina. Załamanie się mechanistycznego obrazu świata, stanowiącego od dwóch stuleci wzorzec naukowości, wielu uznało za klęskę nauki. Okazała się ona użytecznym technicznie narzędziem, ale nie prawdziwą wiedzą o świecie. Członkowie Koła usiłowali sformułować nowe zasady filozofii nauki, w świetle której fizyka zachowałaby prawo do miana nauki, a osiągnięcia Einsteina jawiłyby się jako postęp poznawczy w stosunku do fizyki klasycznej. Źródła inspiracji znaleźli w pismach Macha (krytyka wyjaśniania jako redukcji do procesów mechanicznych, radykalny empiryzm) i Henri Poincarégo („Był on dla nas niczym Kant uwolniony od pozostałości średniowiecznej scholastyki i naoliwiony współczesną nauką” (Frank 1950, Wstęp, § 4)), a także Pierre Duhema („W fizyce niemożliwe jest experimentum crucis”), Davida Hilberta (ujęcie aksjomatów jako „ukrytych definicji”) oraz w filozoficznych i metodologicznych uwagach Einsteina.
Dało to początek nieformalnej grupie, która w 1922 r. zaprosiła do Wiednia Moritza Schlicka, aby objął na uniwersytecie katedrę, ponownie przemianowaną, przez co uzyskała ona nazwę Katedry Filozofii i Historii Nauk Indukcyjnych. Wkrótce po przybyciu, Schlick, zaczął w czwartkowe wieczory prowadzić seminarium, wokół którego w ciągu następnych kilku lat uformowała się grupa określana mianem Koła Wiedeńskiego. Wielu jej członków nie było profesjonalnymi filozofami, zaś filozofowie w większości mieli pozafilozoficzne wykształcenie. Do najaktywniejszych należeli historyk Victor Kraft, Felix Kaufmann, Kurt Reidemeister, Friedrich Waismann i Herbert Feigl. Luźniej z Kołem związany był Karl Menger, a także Kurt Gödel.

## Rozkwit Koła
W 1926 r. przybył do Wiednia Rudolf Carnap, który dołączył do grona. W opublikowanym w 1929 r. manifeście podano nazwiska jego czternastu członków. Oprócz już wymienionych Carnapa, Feigla, Franka, Gödla, Hahna, Krafta, Mengera, Neuratha, Schlicka i Waismanna należeli do niej filozofowie Gustav Bergmann, Marcel Natkin, Theodor Radković i matematyk – siostra Hahna i druga żona Neuratha – Olga Hahn-Neurath. Po wyjeździe Bergmanna i Feigla do Stanów Zjednoczonych ich miejsca zajęli Bela von Juhos i Edgar Zilsel.
Członkowie Koła nawiązali współpracę z założonym w Berlinie, w 1928 r., Towarzystwem Filozofii Empirycznej. Jego przywódcą był Hans Reichenbach (1891–1953), który – aby podkreślić pewne różnice poglądów – określał siebie mianem logicznego empirysty, Carnapa i jego kolegów nazywając logicznymi pozytywistami. Wśród berlińskich empirystów znajdował się Carl Gustav Hempel (ur. 1905), który odebrał wykształcenie z matematyki i fizyki. Do grupy należeli też logik Kurt Grelling i, rozwijający teorię prawdopodobieństwa, Richard von Mises.
W 1929 r. przyjechał do Warszawy Karl Menger, którego poruszyły osiągnięcia założonej na przełomie wieków przez Kazimierza Twardowskiego (1866-1938) szkoły lwowsko-warszawskiej w zakresie logiki i metodologii. Wkrótce potem do Wiednia pojechał Alfred Tarski, by w ramach prowadzonego przez Mengera kolokwium matematycznego przedstawić najważniejsze osiągnięcia logiczne własne i swych kolegów. Wkrótce potem Kazimierz Ajdukiewicz, Leon Chwistek, Kazimierz Leśniewski, Jan Łukasiewicz, Tadeusz Kotarbiński, Alfred Tarski i inni nawiązali z wiedeńskimi empirystami logicznymi stałą współpracę.
W 1929 r. na cześć powracającego do Wiednia Moritza Schlicka, który po wykładach w Stanach Zjednoczonych odrzucił oferty pracy na tamtejszych uniwersytetach, wydano filozoficzny manifest: Wissenschaftliche Weltauffassung: Der Wiener Kreis (Naukowy światopogląd: Koło Wiedeńskie). Napisany przez Neuratha, przy pomocy Carnapa i Hahna, ten dwudziestostronicowy tekst przedstawiał w krzywym zwierciadle poglądy samego Schlicka; część członków Koła odniosła się do niego z dezaprobatą. Nigdy więcej podobnego manifestu nie sporządzono. Zasadniczy podział w Kole Wiedeńskim przebiegał między jego „lewym skrzydłem” Neuratha i Hahna, podkreślającym intersubiektywny charakter wiedzy i społeczną rolę nauki, a „prawym skrzydłem” Schlicka i Waismanna, znajdującym się pod przemożnym wpływem Wittgensteina. Carnap usiłował godzić oba stanowiska, ostatecznie kierując się w lewo.

## Wpływ Wittgensteina
Obok Macha decydujący wpływ na kształtowanie się filozoficznego programu Koła Wiedeńskiego wywarł Ludwig Wittgenstein (1889-1951), którego młodzieńcza praca Logisch-philosophische Abhandlung ukazała się w 1921 r., w rok później wydano ją wraz z równoległym przekładem angielskim jako Tractatus logico-philosophicus. Wkrótce członkowie kształtującego się Koła uznali, że w książce tej sformułowane zostały podstawowe zasady filozofii, jakiej poszukiwali. Prawdopodobnie prowadzone w roku 1926 studia nad tekstem przypominały w nastroju egzegezę pism objawionych. Tymczasem Wittgenstein porzucił uprawianie filozofii i przez kilka lat pracował jako nauczyciel wiejski w Dolnej Austrii. Gdy przeniósł się do Wiednia Schlickowi udało się w 1927 r. nawiązać z nim kontakt. Przez kilka lat Schlick i Waismann spotykali się, początkowo w towarzystwie Carnapa i Feigla, z Wittgensteinem – nie były to spotkania dyskusyjne. Ich uczestnicy wysłuchiwali improwizowanych uwag autora Traktatu niczym, by użyć określeń ze wspomnień Carnapa, dzieła sztuki bądź boskiego objawienia.

## Lata 30.
W 1930 r. Koło Wiedeńskie rozpoczęło intensywną działalność wydawniczą i propagandową. Przejęty kwartalnik filozoficzny przemianowano na „Erkenntnis”; pismo to, redagowane przez Carnapa i Reichenbacha, stało się główną trybuną nowej filozofii. W latach 1928–1937 wydano dziesięć książek w serii „Schriften zur wissenschaftlichen Weltauffassung”, m.in. Schlicka Zagadnienia etyki (1930), Neuratha Empirische Soziologie (1931), Carnapa Logiczną składnię języka (1934), a także Logikę odkrycia naukowego (1934) Karla Poppera (który nie należał do Koła i ani razu nie uczestniczył w czwartkowym seminarium Schlicka). Opublikowano też w latach 1933–1939 dziewięć broszur w redagowanej przez Neuratha serii „Einheitswissenschaft”. Zaczęto organizować kongresy nowej filozofii; pierwszy w Pradze w 1929 r., drugi rok później w Królewcu. Począwszy od kongresu w Pradze w 1934 r., poczęli w nich uczestniczyć, oprócz Austriaków i Niemców, Polacy, Skandynawowie, Amerykanie i inni. Jeśli chodzi o Amerykanów, to współpracę z Kołem nawiązali Charles Morris (1901-1979), Ernest Nagel (1901-1985) i Willard Van Orman Quine (1908-2000). W Anglii empiryzm logiczny miał tylko jednego wybitnego przedstawiciela, Alfreda J. Ayera (1910-1989), który po pobycie w Wiedniu przedstawił – we własnym ujęciu – podstawowe założenia tej filozofii w książce Language, Truth and Logic (Język, prawda i logika, 1936). Bliscy nowej filozofii byli Skandynawowie Jørgen Jørgensen, Eino Kaila, Arne Naess, Åke Petzäll. Kolejne kongresy odbyły się w Paryżu (1935), Kopenhadze (1936), znów w Paryżu (w ramach Dziewiątego Międzynarodowego Kongresu Filozofii, 1937), w Cambridge (1938), a we wrześniu 1939 r. w Harvardzie.
Kres działalności empirystów logicznych w Europie położyła ekspansja niemieckiego faszyzmu. Feigl, Neurath, Reichenbach i Waismann byli bezpośrednio zagrożeni jako Żydzi, dla pozostałych (inaczej niż dla Heideggera) faszyzm był nieakceptowalny. W 1934 r. niespodziewanie umarł Hahn. W 1936 r. Schlick został zastrzelony przez umysłowo chorego studenta, co położyło kres regularnym spotkaniom Koła (jego zabójca po włączeniu Austrii do Niemiec został wypuszczony z więzienia jako członek partii faszystowskiej, ponownie uwięziony przez Rosjan wyszedł rychło na wolność jako świeżo nawrócony komunista). W tym samym roku Carnap, który jeszcze w 1931 r. przeniósł się z Wiednia do Pragi, wyemigrował do Stanów Zjednoczonych (pracował kolejno na uniwersytetach w Chicago i w Los Angeles), gdzie od paru lat przebywał już Feigl; dołączyli do nich Gödel, Kaufmann, Menger i Zilsel. Neurath przeniósł się do Holandii, skąd w 1940 r. zdołał przeprawić się do Anglii. Wyemigrował tam też Waismann. Reichenbach w 1933 r. opuścił Niemcy i przez pięć lat wykładał na Uniwersytecie w Stambule, później pracował na Uniwersytecie Kalifornijskim w Los Angeles. Od 1937 r. na Uniwersytecie Yale, a potem Uniwersytecie w Princeton wykładał Hempel. W 1938 r., gdy zakazano rozpowszechniania publikacji empirystów logicznych w krajach niemieckojęzycznych, Neurath przeniósł „Erkenntnis” do Hagi; wydawał to pismo do 1940 r. pod tytułem zmienionym na „Journal of Unified Science”.
Ostatnim wielkim przedsięwzięciem Koła Wiedeńskiego i jego współpracowników miała być International Encyclopedia of Unified Science (Międzynarodowa Encyklopedia Nauki Zjednoczonej). Otto Neurath, autor projektu, żywił nadzieję, że odegra ona podobną rolę jak niegdyś Wielka Encyklopedia Francuska. Całość miała składać się z 26 tomów, poświęconych kolejno zagadnieniom podstaw nauki zjednoczonej, problemom metodologicznym, przeglądowi aktualnego stanu poszczególnych dyscyplin, a wreszcie omówieniu praktycznych zastosowań wiedzy naukowej. Każdy tom zawierałby 10 monografii napisanych przez naukowców i filozofów zarówno zachodnich, jak i azjatyckich, publikowano by je równolegle w językach angielskim, francuskim i niemieckim; dziesięciotomowy suplement składałby się z map i wykresów. Byłaby to wielka synteza nauk ujętych z perspektywy logicznego empiryzmu. Projekt został zaaprobowany podczas Pierwszego Międzynarodowego Kongresu Jedności Nauki w Paryżu w 1935 r., w trzy lata później ukazały się, pod redakcją Neuratha, Carnapa i Morrisa, dwa zbiory artykułów o charakterze programowym. Ostatecznie seria przeobraziła się jednak w zbiór odrębnych prac filozoficznych coraz bardziej odległych od ideału jedności nauki. Ostatni, VI Międzynarodowy Kongres Jedności Nauki, odbył się w 1941 r. w Chicago. W ramach „Encyklopedii” ukazała się jako jedyna książka w serii broszur – w 1962 r. Struktura rewolucji naukowych Thomasa S. Kuhna, uważana powszechnie za gwóźdź do trumny logicznego empiryzmu.

## Czasy powojenne
Po II wojnie światowej utrzymywano, że dawni członkowie i współpracownicy Koła Wiedeńskiego przestali nazywać siebie empirystami czy pozytywistami logicznymi. Prawie wszyscy, razem ze swoimi uczniami, działali na terenie Stanów Zjednoczonych, lecz nie utworzyli tam jednolitego ruchu filozoficznego. Mimo to, ich poglądy miały pewne cechy wspólne: łączyły ich idee, które (w złagodzonej postaci) pochodziły z Koła Wiedeńskiego oraz nieustanne wzajemne oddziaływanie, co pozwalało określić ich prace jako standardową koncepcję teorii naukowych. Głównym organem tej filozofii nauki stał się założony w 1934 roku kwartalnik „The Philosophy of Science”, a także tomy publikowane od 1956 roku w serii „Minnesota Studies in the Philosophy of Science”.